# Vrahovice
Vrahovice è una frazione della città di Prostějov situata nel distretto di Prostějov (regione di Olomouc), in Repubblica Ceca.
Situata sulla sponda sinistra del fiume Romže ha una popolazione di circa 3.400 abitanti (dato del 2001).
Vi si trova la chiesa di San Bartolomeo risalente al XIX secolo.
Il Calciatore Rostislav Václavíček è nato nel Vrahovice e ha giocato a calcio per la squadra locale, all'inizio della sua carriera.